# Odontopera contaminata
Odontopera contaminata là một loài bướm đêm trong họ Geometridae.